# Lonelygirl15
Lonelygirl15 var en interaktiv webbaserad serie som började i juni 2006 och avslutades den 1 augusti 2008. Serien gick under beteckningen The Children of Anchor Cove och publicerades på YouTube. I början sas det inte att serien var fiktion men framemot hösten 2006 hade det blivit allmänt känt och rapporterat i media. The Guardian kallar serien YouTubes första virala sensation och dess första webserie. I berättelsens centrum stod en tonårig flicka vid namn Bree som spelades av Jessica Rose. Brees användarnamn på Youtube var "lonelygirl15." Serien utvecklades till en historia med många olika karaktärer och komplicerad handling.

## Karaktärer
- Jessica Lee Rose som Bree Avery (med youtube-kontot lonelygirl15).
- Yousef Abu-Taleb som Daniel (med youtube-kontot Danielbeast), Brees bästa vän.
- Jackson Davis som Jonas Wharton (med youtube-kontot jonastko), en pojke som möter Bree online.
- Alexandra Dreyfus som Sarah Genatiempo (med youtube-kontot theskyisempty99), en missförstådd 19-åring
- Becki Kregoski som Taylor Genatiempo (med youtube-kontot soccerstar4ever), Sarahs yngre syster
- Maxwell Glick som Spencer Gilman (med youtube-kontot LAlabrat), anställd vid Neutrogena
- Katherine Pawlak som Emma Wharton
- Melanie Merkosky som Jennie, vän till Sarah som börjar en romantisk affär med Jonas
- Crystal Young som Gina Hart